# Ochamps
Ochamps (Waals: Ôtchamp) is een plaats en deelgemeente van de Belgische gemeente Libin. Ochamps ligt in de provincie Luxemburg en was tot 1 januari 1977 een zelfstandige gemeente.

## Demografische ontwikkeling
- Bronnen:NIS, Opm:1831 tot en met 1970=volkstellingen, 1976= inwoneraantal op 31 december

Deelgemeenten: Anloy · Libin · Ochamps · Redu · Smuid · Transinne · Villance

Overige dorpen en gehuchten: Glaireuse · Hamaide · Lesse · Libin-Bas · Libin-Haut · Sèchery

Belgische gemeenten · Arrondissement Neufchâteau · Luxemburg · Wallonië